# أولاد احميدة (أولاد يعيش)
أولاد احميدة هو دُوَّار يقع بجماعة أولاد ايعيش، إقليم بني ملال، جهة بني ملال خنيفرة في المملكة المغربية. ينتمي الدوّار لمشيخة أولاد يعيش التي تضم 5 دواوير. يقدر عدد سكانه بـ 404 نسمة حسب الإحصاء الرسمي للسكان والسكنى لسنة 2004.

## روابط خارجية
- البوابة الوطنية للجماعات الترابية
- المندوبية السامية للتخطيط